# Siccieu-Saint-Julien-et-Carisieu
Siccieu-Saint-Julien-et-Carisieu est une commune française située dans le département de l'Isère en région Auvergne-Rhône-Alpes.
Situé dans la petite région du Nord-Isère, non loin de la ville de Crémieu, la commune actuelle est le résultat de la fusion d'anciennes communes, ce qui lui confère ce nom composé. Les habitants sont dénommés les Siccioland(e)s.

## Géographie

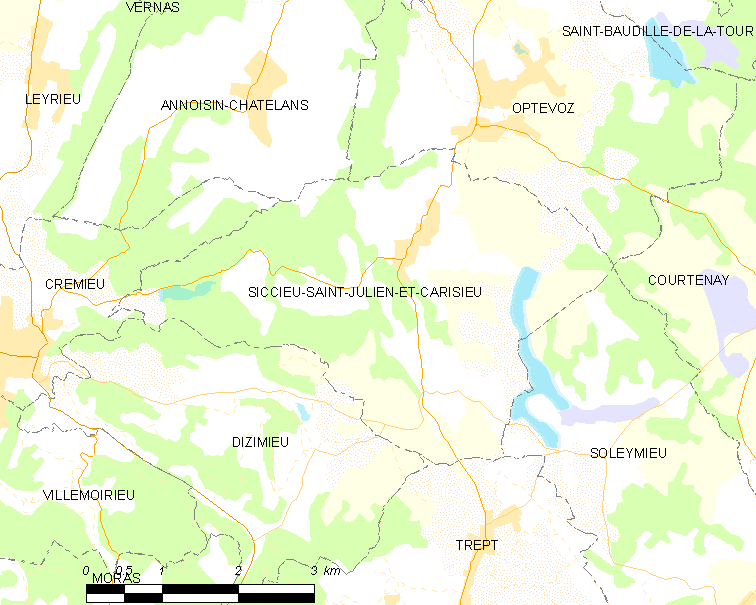
Plan de la commune et des communes limitrophes

### Situation et description
La commune est située sur le plateau de l'Isle-Crémieu, une région naturelle de France située au nord du département de  l'Isère et à l'est de l'agglomération lyonnaise. Elle est très proche de la cité médiévale de Crémieu.

### Géologie et relief
Le plateau où se situent les villages et les divers hameaux de Siccieu-Saint-Julien-et-Carisieu est constitué de calcaires jurassiques et des moraines qui constituent en grande partie la surface du secteur géologique de l’île Crémieu avec, en outre, la présence d'une couverture rocheuse et de cavités propres à un relief karstique.

### Climat
Pour des articles plus généraux, voir Climat d'Auvergne-Rhône-Alpes et Climat de l'Isère.
En 2010, le climat de la commune est de type climat des marges montargnardes, selon une étude du Centre national de la recherche scientifique s'appuyant sur une série de données couvrant la période 1971-2000. En 2020, Météo-France publie une typologie des climats de la France métropolitaine dans laquelle la commune est exposée à un climat de montagne ou de marges de montagne et est dans une zone de transition entre les régions climatiques « Bourgogne, vallée de la Saône » et « Jura ». 
Pour la période 1971-2000, la température annuelle moyenne est de 11,1 °C, avec une amplitude thermique annuelle de 17,7 °C. Le cumul annuel moyen de précipitations est de 1 150 mm, avec 10,4 jours de précipitations en janvier et 7,1 jours en juillet. Pour la période 1991-2020, la température moyenne annuelle observée sur la station météorologique de Météo-France la plus proche, « Montagnieu », sur la commune de Montagnieu à 14 km à vol d'oiseau, est de 12,4 °C et le cumul annuel moyen de précipitations est de 1 099,9 mm,. Pour l'avenir, les paramètres climatiques de la commune estimés pour 2050 selon différents scénarios d'émission de gaz à effet de serre sont consultables sur un site dédié publié par Météo-France en novembre 2022.

### Voies de communications et transport
Le territoire communal est situé à l'écart des grands axes de circulation. Il est traversé en son centre par la RD54 qui le relie aux communes de Trept et d'Optevoz et par la RD52 qui le relie à Crémieu.
La gare ferroviaire la plus proche de la commune est la gare de Lyon-Saint-Exupéry TGV.

## Urbanisme

### Typologie
Au 1er janvier 2024, Siccieu-Saint-Julien-et-Carisieu est catégorisée commune rurale à habitat dispersé, selon la nouvelle grille communale de densité à sept niveaux définie par l'Insee en 2022.
Elle est située hors unité urbaine. Par ailleurs la commune fait partie de l'aire d'attraction de Lyon, dont elle est une commune de la couronne,. Cette aire, qui regroupe 397 communes, est catégorisée dans les aires de 700 000 habitants ou plus (hors Paris),.

### Occupation des sols
L'occupation des sols de la commune, telle qu'elle ressort de la base de données européenne d’occupation biophysique des sols Corine Land Cover (CLC), est marquée par l'importance des territoires agricoles (65,7 % en 2018), une proportion sensiblement équivalente à celle de 1990 (66,1 %). La répartition détaillée en 2018 est la suivante : 
zones agricoles hétérogènes (38,9 %), forêts (30,8 %), terres arables (26 %), zones urbanisées (2,2 %), eaux continentales (1,3 %), prairies (0,8 %). L'évolution de l’occupation des sols de la commune et de ses infrastructures peut être observée sur les différentes représentations cartographiques du territoire : la carte de Cassini (XVIIIe siècle), la carte d'état-major (1820-1866) et les cartes ou photos aériennes de l'IGN pour la période actuelle (1950 à aujourd'hui).

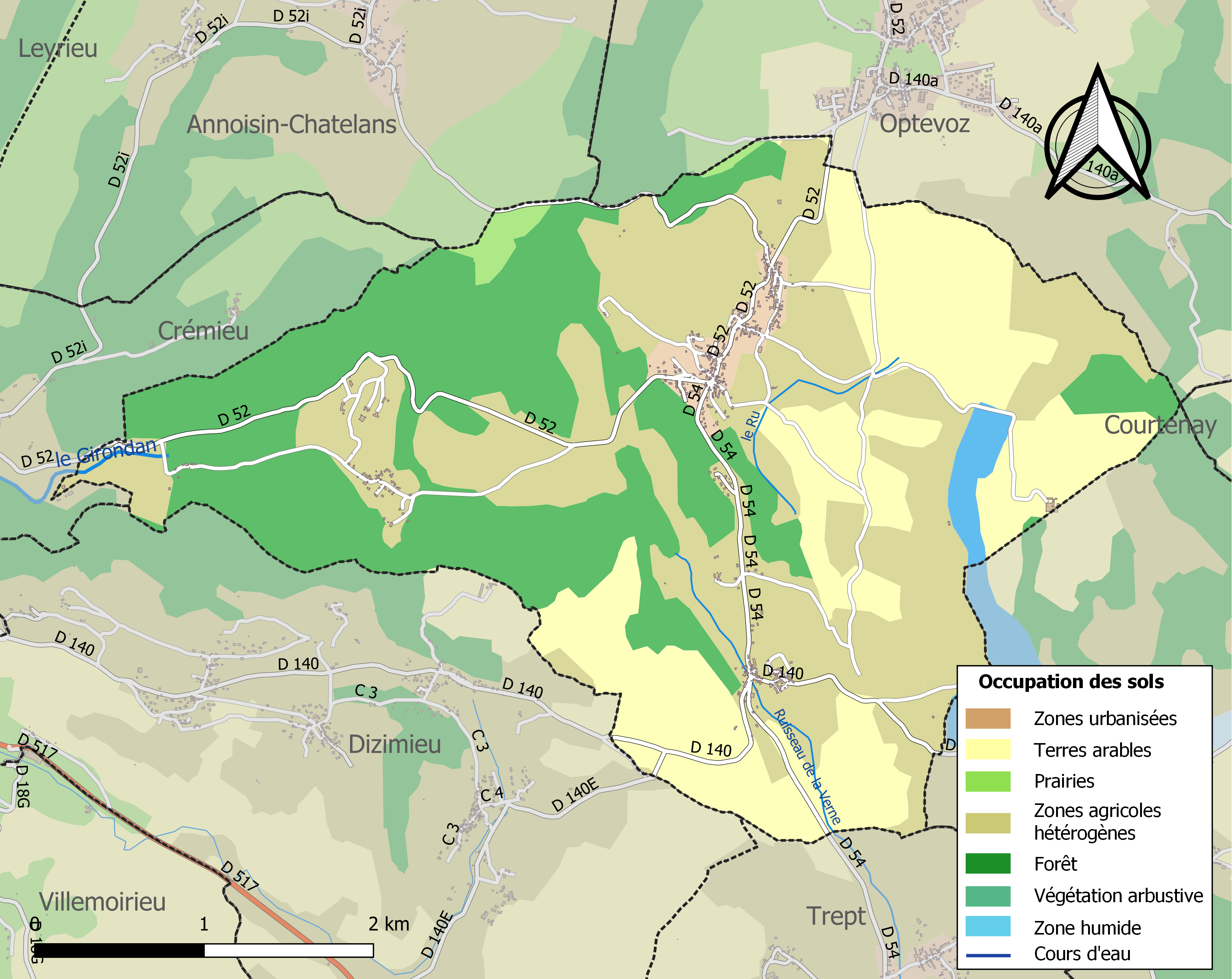
Carte des infrastructures et de l'occupation des sols de la commune en 2018 (CLC).

### Morphologie urbaine
Cette commune présente la particularité d'avoir plusieurs unités urbaines avec plusieurs villages et de nombreux hameaux épars.

### Risques naturels

#### Risques sismiques
La totalité du territoire de la commune de Siccieu-Saint-Julien-et-Carisieu est situé en zone de sismicité n°3, comme la plupart des communes de son secteur géographique.
| Type de zone | Niveau            | Définitions (bâtiment à risque normal) |
| ------------ | ----------------- | -------------------------------------- |
| Zone 3       | Sismicité modérée | accélération = 1,1 m/s2                |

## Histoire

### Époque contemporaine
La commune est créée en 1841, par la fusion de Carisieu avec Siccieu-Saint-Julien.

## Politique et administration

### Liste des maires
| Période                                  | Période         | Identité           | Étiquette | Qualité |
| ---------------------------------------- | --------------- | ------------------ | --------- | ------- |
| 1841                                     | 1848            | Gabriel Candy      |           |         |
| 1848                                     | 1852            | Gaspard Vieux      |           |         |
| 1852                                     | 1855            | François Romatier  |           |         |
| 1855                                     | 1863            | Joseph Collet      |           |         |
| 1863                                     | 1866            | Claude Martin      |           |         |
| 1866                                     | 1870            | Gabriel Reynaud    |           |         |
| 1870                                     | 1912            | Joseph Chaleyssin  |           |         |
| 17 mai 1925                              |                 | Jean-Marie Pirodon |           |         |
| 24 mai 1925                              | 6 décembre 1925 | Claude Chaleyssin  |           |         |
| 1925                                     | 1933            | Jean-Louis Bornaz  |           |         |
| 1933                                     | 1944            | Benoit Chaleyssin  |           |         |
| 14/10/1944                               | 18/05/1945      | Paul Franchon      |           |         |
| 1945                                     | 1960            | Pierre Gippet      |           |         |
| 1960                                     | 1977            | Louis Simon        |           |         |
| 1977                                     | 1983            | Vincent Claret     |           |         |
| 1983                                     | 1989            | Marcel Corrand     |           |         |
| 1989                                     | 1995            | Vincent Claret     |           |         |
| 1995                                     | 2001            | Roger Détang       |           |         |
| mars 2001                                | 2014            | Isabelle Frachette |           |         |
| 2014                                     | 2020            | Éric Lemoine       | SE        |         |
| 2020                                     | En cours        | Yvon Roller        |           |         |
| Les données manquantes sont à compléter. |                 |                    |           |         |

## Population et société

### Démographie
L'évolution du nombre d'habitants est connue à travers les recensements de la population effectués dans la commune depuis 1793. Pour les communes de moins de 10 000 habitants, une enquête de recensement portant sur toute la population est réalisée tous les cinq ans, les populations de référence des années intermédiaires étant quant à elles estimées par interpolation ou extrapolation. Pour la commune, le premier recensement exhaustif entrant dans le cadre du nouveau dispositif a été réalisé en 2007.

En 2022, la commune comptait 601 habitants, en évolution de +1,69 % par rapport à 2016 (Isère : +3,07 %, France hors Mayotte : +2,11 %).
| 1793 | 1800 | 1806 | 1821 | 1831 | 1836 | 1841 | 1846 | 1851 |
| ---- | ---- | ---- | ---- | ---- | ---- | ---- | ---- | ---- |
| 401  | 384  | 416  | 410  | 424  | 464  | 611  | 582  | 644  |

| 1856 | 1861 | 1866 | 1872 | 1876 | 1881 | 1886 | 1891 | 1896 |
| ---- | ---- | ---- | ---- | ---- | ---- | ---- | ---- | ---- |
| 626  | 622  | 590  | 556  | 586  | 550  | 550  | 560  | 541  |

| 1901 | 1906 | 1911 | 1921 | 1926 | 1931 | 1936 | 1946 | 1954 |
| ---- | ---- | ---- | ---- | ---- | ---- | ---- | ---- | ---- |
| 525  | 506  | 453  | 412  | 388  | 396  | 330  | 342  | 268  |

| 1962 | 1968 | 1975 | 1982 | 1990 | 1999 | 2006 | 2007 | 2012 |
| ---- | ---- | ---- | ---- | ---- | ---- | ---- | ---- | ---- |
| 251  | 247  | 256  | 301  | 377  | 496  | 552  | 560  | 614  |

| 2017 | 2022 | - | - | - | - | - | - | - |
| ---- | ---- | - | - | - | - | - | - | - |
| 583  | 601  | - | - | - | - | - | - | - |

### Enseignement
La commune est rattachée à l'académie de Grenoble.

### Médias
Historiquement, le quotidien à grand tirage Le Dauphiné libéré consacre, chaque jour, y compris le dimanche, dans son édition du Nord-Isère, un ou plusieurs articles à l'actualité à la communauté de communes, ainsi que des informations sur les éventuelles manifestations locales, les travaux routiers, et autres événements divers à caractère local.

### Cultes
La communauté catholique et les églises de Siccieu-Saint-Julien-et-Carisieu (propriétés de la commune) sont rattachées à la paroisse catholique Saint-Martin de l'Isle-Crémieu qui elle-même est rattachée au diocèse de Grenoble-Vienne.

## Culture locale et patrimoine

### Lieux et monuments

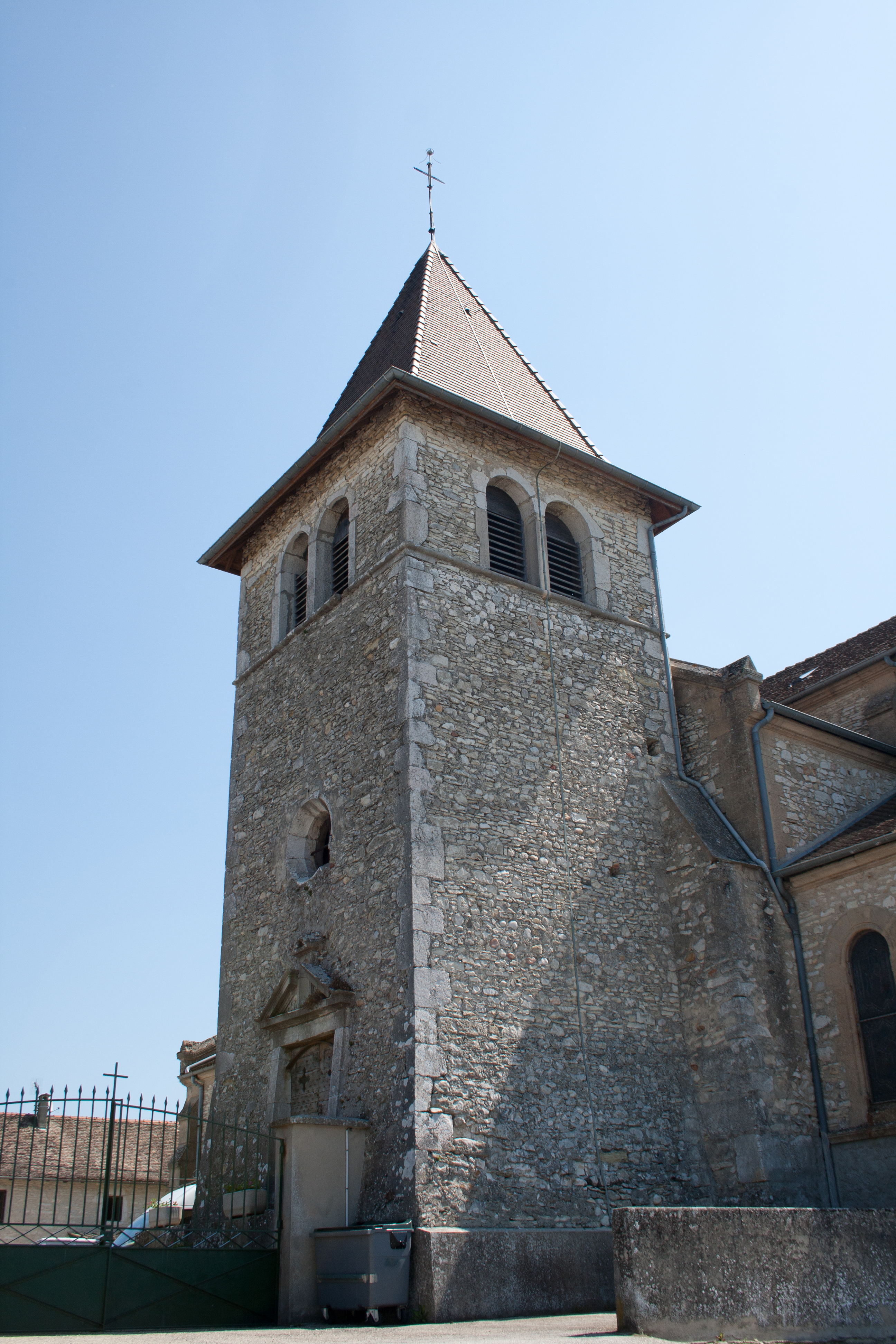
Église de Siccieu-Saint-Julien.

- Château de Saint-Julien, ou de Saint-Jullin, est une ancienne maison forte du XIIe siècle rebâtie en château à l'aspect médiéval durant le XIXe siècle, non loin du hameau de Siccieu[23].
- La chapelle romane de Carisieu (XIIIe siècle).
- Église Saint-Julien de Saint-Julien.
- Église Saint-Jean-Baptiste de Siccieu.

### Patrimoine naturel
Les ZNIEFF de la commune :
- L'étang de Ry  (ZNIEFF 820032066)

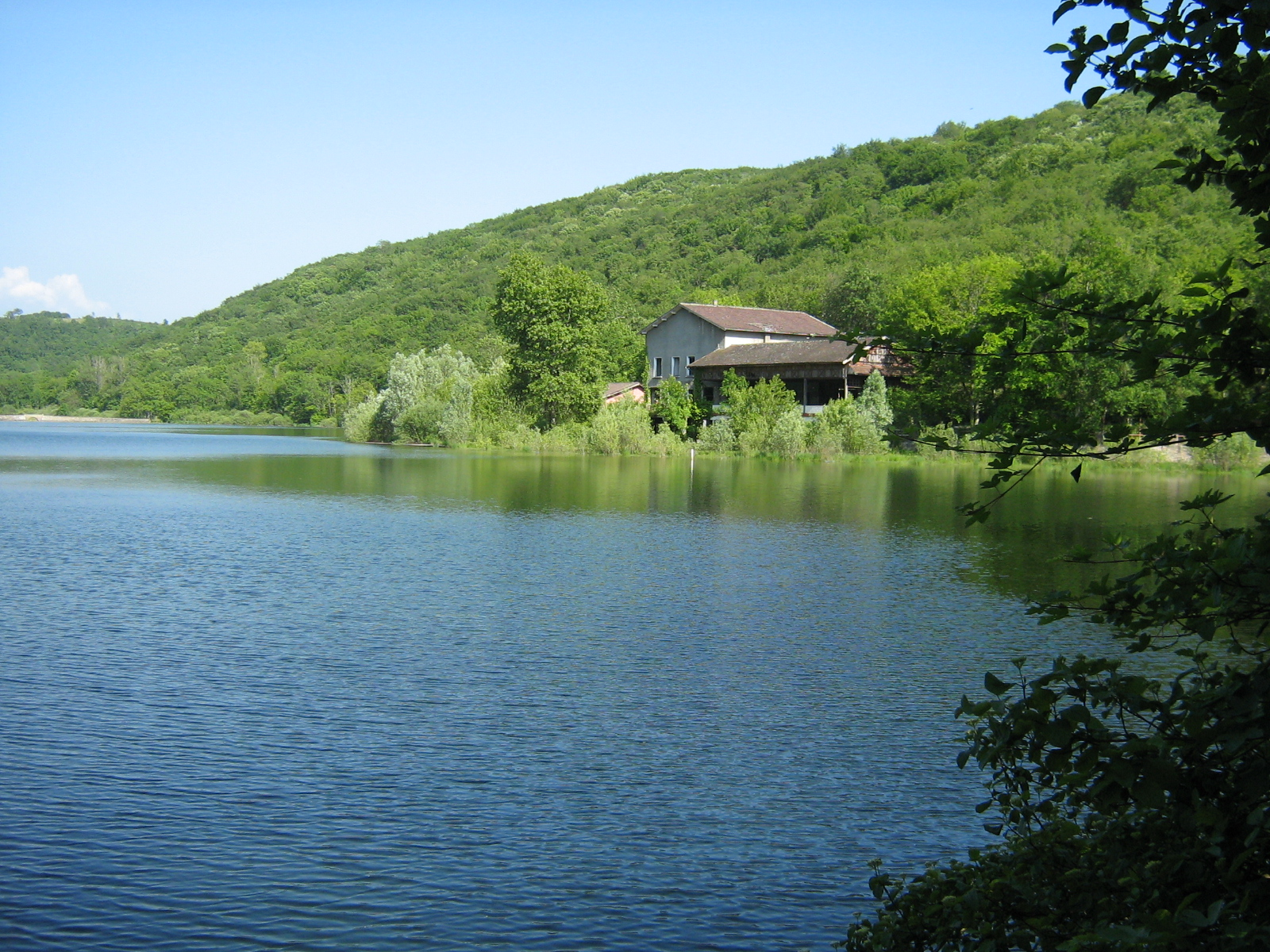
L'étang de Ry.

- L'étang de Bas et falaises de Ravières de Bas, étang de Gillieu et de Bénétan et Creux de Len (ZNIEFF 820030285)
- L'étang de Billonay (ZNIEFF 820030378)
- Fours à chaux d'Optevoz, bois de Billonay, étang Neuf, marais et étang de la Rama (ZNIEFF 820030366)
- Pelouse du Lucle (ZNIEFF 820030291)
- Pelouses sèches du Mont de Rive (ZNIEFF 820032073)
- Prairies humides de Carisieu (ZNIEFF 820032047)

### Héraldique
|  | Siccieu-Saint-Julien-et-Carisieu possède des armoiries dont l'origine et le blasonnement exact ne sont pas disponibles. |